# Oberthuerella
Oberthuerella (лат.) — род перепончатокрылых насекомых из семейства лиоптериды. Известно около 20 видов. Встречаются в Афротропике.

## Распространение
Камерун, Конго, Демократическая Республика Конго, Экваториальная Гвинея, Габон, Берег Слоновой Кости, Кения, Либерия, Мадагаскар, Малави, Южная Африка, Танзания, Уганда, Замбия, Зимбабве.

## Описание
Род Oberthuerella отличается от близких таксонов (например, от Xenocynips) по наличию отчетливых метасомальных тергитов (тергиты 3—5) с несросшимися межтергиальными швами. Мезоплеврон также отчетливо вогнут, вогнутость образует косую, неглубокую бедренную бороздку; мезоплевральный отпечаток отсутствует, а вентральная часть мезоплеврона без горизонтальной, линейной скульптуры; метатибиальные шпоры почти равные по длине, удлиненные. Отсутствие пронотального гребня, переходящего в заметный зубовидный отросток, отличает Oberthuerella от рода Tessmannella.
Биология не изучена. Предположительно паразитирует на живущих в древесине личинках насекомых, таких как жуки-златки или на личинках рогохвостов Siricidae.

## Классификация
Известно около 20 видов. 
- Oberthuerella abscinda Quinlan, 1979[5]

- Oberthuerella aureopilosa Benoit, 1955[6]

- Oberthuerella breviscutellaris Benoit, 1955[6]

- Oberthuerella crassicornis Benoit, 1955[6]

- Oberthuerella compressa Benoit, 1955[6]

- Oberthuerella cyclopia Buffington & van Noort, 2012[2]

- Oberthuerella eschara Buffington & van Noort, 2012[2]

- Oberthuerella kibalensis van Noort & Buffington, 2012[2]

- Oberthuerella lenticularis Saussure, 1890

- Oberthuerella longicaudata Benoit, 1955[6]

- Oberthuerella longispinosa Benoit, 1955[6]

- Oberthuerella nigra Kieffer, 1910

- Oberthuerella nigrescens Benoit, 1955[6]

- Oberthuerella pardolatus Buffington & van Noort, 2012[2]

- Oberthuerella sharkeyi Buffington & van Noort, 2012[2]

- Oberthuerella simba Buffington & van Noort, 2012[2]

- Oberthuerella tibialis Kieffer, 1904

- Oberthuerella transiens (Benoit, 1955)
  - = Tessmannella transiens Benoit, 1955[6]

- Oberthuerella triformis Quinlan, 1979[5]